# 地方公務員等共済組合法
地方公務員等共済組合法（ちほうこうむいんとうきようさいくみあいほう、昭和37年9月8日法律第152号）は、地方公務員の病気、負傷、出産、休業、災害、退職、障害もしくは死亡またはその被扶養者の病気、負傷、出産、死亡もしくは災害に関して適切な給付を行うため、相互救済を目的とする共済組合の制度を設け、その行うこれらの給付および福祉事業に関して必要な事項を定め、もって地方公務員およびその遺族の生活の安定と福祉の向上に寄与するとともに、公務の能率的運営に資することを目的とし、あわせて地方団体関係団体の職員の年金制度等に関する法律である。

## 構成
- 第一章　総則（第1条・第2条）
- 第二章　組合及び連合会
  - 第一節　組合（第3条―第26条）
  - 第二節　連合会
    - 第一款　全国市町村職員共済組合連合会（第27条―第38条）
    - 第二款　地方公務員共済組合連合会（第38条の2―第38条の9）
- 第三章　組合員（第39条―第41条）
- 第四章　給付
  - 第一節　通則（第42条―第52条）
  - 第二節　短期給付
    - 第一款　通則（第53条―第55条）
    - 第二款　保健給付（第56条―第67条）
    - 第三款　休業給付（第68条―第71条）
    - 第四款　災害給付（第72条・第73条）

  - 第三節　長期給付
    - 第一款　通則（第74条）
    - 第二款 厚生年金保険給付（第75条）
    - 第三款 退職等年金給付
      - 第一目 通則（第76条―第86条）
      - 第二目 退職年金（第87条―第96条）
      - 第三目 公務障害年金（第97条―第102条）
      - 第四目 公務遺族年金（第103条―第107条）

  - 第四節　給付の制限（第108条―第111条）
- 第五章　福祉事業（第112条・第112条の2）
- 第五章の二 実施機関積立金及び退職等年金給付組合積立金等の管理及び運用
  - 第一節 実施機関積立金の管理及び運用（第112条の3―第112条の9）
  - 第二節 退職等年金給付組合積立金等の管理及び運用（第112条の10―第112条の16）
- 第六章　費用の負担（第113条―第116条）
- 第六章の二　国家公務員共済組合連合会に対する財政調整拠出金（第116条の2―第116条の5）
- 第七章　審査請求（第117条―第121条）
- 第八章　地方財政審議会の意見の聴取（第122条―第125条）
- 第九章　船員組合員等の特例（第126条―第144条の2）
- 第九章の二　地方団体関係団体の職員の年金制度等（第144条の3―第144条の22）
- 第九章の三　雑則（第144条の23―第146条）
- 第十章　罰則（第146条の2―第151条）
- 附則

## 書籍
- 『地方公務員共済六法』（地方公務員共済組合制度研究会編・第一法規）